# Yuhei Sato
Yuhei Sato (født 29. oktober 1990) er en japansk fodboldspiller, som spiller for den japanske fodboldklub Tokyo Verdy.